# WKBL 올스타전
WKBL 올스타전(WKBL All-Star Game)은 한국여자프로농구 시즌 중에 개최되는 친선 경기이다. 
2002년 2월 1일 서울 장충체육관에서 첫 올스타전이 개최되었다. 
2021년 1월 10일 개최 예정이었던 2020-21 시즌 올스타전과 2021년 12월 26일 개최 예정이었던 2020-21 시즌 올스타전은 코로나19 재확산으로 인하여 취소되었으나 올스타 선정 투표는 진행되었다.

## 역대 기록
다음은 각 올스타전의 역대 기록이다. 
경기장과 선수 뒤의 괄호 안 숫자는 해당 시즌을 포함하여 2회 이상 개최 또는 수상한 것을 나타낸다.
| 구분    | 날짜                                                   | 장소                                                   | 홈팀                                                   | 결과                                                   | 원정팀                                                 | 인기상                                                 | 스피드슛 릴레이우승                                    | MVP                                                    | 3점슛우승                                              | 득점상                                                 | 베스트 퍼포먼스상                                      |
| ------- | ------------------------------------------------------ | ------------------------------------------------------ | ------------------------------------------------------ | ------------------------------------------------------ | ------------------------------------------------------ | ------------------------------------------------------ | ------------------------------------------------------ | ------------------------------------------------------ | ------------------------------------------------------ | ------------------------------------------------------ | ------------------------------------------------------ |
| 2021-22 | 신종 코로나바이러스 감염증으로 인해 올스타전 미개최    | 신종 코로나바이러스 감염증으로 인해 올스타전 미개최    | 신종 코로나바이러스 감염증으로 인해 올스타전 미개최    | 신종 코로나바이러스 감염증으로 인해 올스타전 미개최    | 신종 코로나바이러스 감염증으로 인해 올스타전 미개최    | 신종 코로나바이러스 감염증으로 인해 올스타전 미개최    | 신종 코로나바이러스 감염증으로 인해 올스타전 미개최    | 신종 코로나바이러스 감염증으로 인해 올스타전 미개최    | 신종 코로나바이러스 감염증으로 인해 올스타전 미개최    | 신종 코로나바이러스 감염증으로 인해 올스타전 미개최    | 신종 코로나바이러스 감염증으로 인해 올스타전 미개최    |
| 2020-21 | 신종 코로나바이러스 감염증으로 인해 올스타전 미개최    | 신종 코로나바이러스 감염증으로 인해 올스타전 미개최    | 신종 코로나바이러스 감염증으로 인해 올스타전 미개최    | 신종 코로나바이러스 감염증으로 인해 올스타전 미개최    | 신종 코로나바이러스 감염증으로 인해 올스타전 미개최    | 신종 코로나바이러스 감염증으로 인해 올스타전 미개최    | 신종 코로나바이러스 감염증으로 인해 올스타전 미개최    | 신종 코로나바이러스 감염증으로 인해 올스타전 미개최    | 신종 코로나바이러스 감염증으로 인해 올스타전 미개최    | 신종 코로나바이러스 감염증으로 인해 올스타전 미개최    | 신종 코로나바이러스 감염증으로 인해 올스타전 미개최    |
| 2019-20 | 20.01.12                                               | 부산광역시 금정체육관                                  | 핑크스타                                               | 108-101                                                | 블루스타                                               | -                                                      | -                                                      | 박지수 (KB스타즈)                                      | 강이슬 (KEB하나은행)                                   | 그레이 (우리은행)                                      | 박지현 (우리은행)                                      |
| 2018-19 | 19.01.06                                               | 서울특별시* 장충체육관 (5)                             | 핑크스타                                               | 93-103                                                 | 블루스타                                               | -                                                      | -                                                      | 강이슬 (KEB하나은행)                                   | 강이슬 (KEB하나은행)                                   | 강이슬 (KEB하나은행)                                   | 박지수 (KB스타즈)                                      |
| 2017-18 | 17.12.24                                               | 인천광역시 도원실내체육관                              | 핑크스타                                               | 100:100                                                | 블루스타                                               | -                                                      | -                                                      | 구슬 (KDB생명)                                         | 박혜진 (우리은행)                                      | -                                                      | -                                                      |
| 2017-18 | 17.12.24                                               | 인천광역시 도원실내체육관                              | 핑크스타                                               | 100:100                                                | 블루스타                                               | -                                                      | -                                                      | 커리 (KB스타즈)                                        | 박혜진 (우리은행)                                      | -                                                      | -                                                      |
| 2016-17 | 17.01.15                                               | 경기도 용인시 용인실내체육관 (2)                       | 핑크스타                                               | 100:102                                                | 블루스타                                               | -                                                      |                                                        | 강아정 (KB스타즈)                                      | 이경은 (KDB생명)                                       | -                                                      | -                                                      |
| 2015-16 | 16.01.17                                               | 충청북도 당진시* 당진실내체육관                        | 중부선발                                               | 84:89                                                  | 남부선발                                               | -                                                      | -                                                      | 모니크 커리 (신한은행)                                 | 박하나 (삼성생명)                                      | -                                                      | -                                                      |
| 2014-15 | 15.01.18                                               | 충청북도 청주시 청주체육관                             | 남부선발                                               | 97:94                                                  | 중부선발                                               | -                                                      | -                                                      | 강아정 (KB스타즈)                                      | 박하나 (삼성생명)                                      | -                                                      | -                                                      |
| 2013-14 | 14.01.05                                               | 강원도 춘천시 춘천호반체육관                           | 중부선발                                               | 90:98                                                  | 남부선발                                               | -                                                      | 중부선발                                               | 모니크 커리 (KB스타즈)                                 | 박혜진 (우리은행)                                      | -                                                      | -                                                      |
| 2012-13 | 13.01.20                                               | 경상북도 경산시** 경산실내체육관                       | 중부선발                                               | 86-80                                                  | 남부선발                                               | -                                                      | 중부선발                                               | 김정은 (하나외환)                                      | 박혜진 (우리은행)                                      | -                                                      | -                                                      |
| 2011-12 | 12.01.15                                               | 경기도 부천시 부천실내체육관 (3)                       | 동부선발                                               | 116-116                                                | 서부선발                                               | -                                                      | -                                                      | 박정은 (삼성생명)                                      | 이연화 (신한은행)                                      | -                                                      | -                                                      |
| 2011-12 | 12.01.15                                               | 경기도 부천시 부천실내체육관 (3)                       | 동부선발                                               | 116-116                                                | 서부선발                                               | -                                                      | -                                                      | 김정은 (신세계)                                        | 이연화 (신한은행)                                      | -                                                      | -                                                      |
| 2010-11 | 11.01.30                                               | 경기도 용인시 용인실내체육관 (2)                       | 핑크스타                                               | 94-86                                                  | 블루스타                                               | -                                                      | 이은혜 (우리은행)                                      | 이종애 (삼성생명)                                      | 박정은 (삼성생명)                                      | -                                                      | -                                                      |
| 2009-10 | 09.12.25                                               | 경기도 안산시 와동체육관                               | 70 여유만만                                            | 100-90                                                 | 80 질풍가도                                            | -                                                      | 이은혜 (우리은행)                                      | 김영옥 (KB스타즈)                                      | 박정은 (삼성생명)                                      | -                                                      | -                                                      |
| 2008-09 | 09.01.03                                               | 경기도 부천시 부천실내체육관 (2)                       | 중부선발                                               | 117-125                                                | 남부선발                                               | -                                                      | 김지현 (KB스타즈)                                      | 변연하 (KB스타즈)                                      | 김선혜 (우리은행)                                      | -                                                      | -                                                      |
| 2007-08 | 08.01.05                                               | 경기도 부천시 부천실내체육관                           | 사랑팀                                                 | 97-97                                                  | 희망팀                                                 | -                                                      | -                                                      | 정은순 (삼성생명)                                      | -                                                      | -                                                      | -                                                      |
| 2007    | 07.02.19                                               | 경기도 용인시 용인실내체육관                           | 남부선발                                               | 106-94                                                 | 중부선발                                               | -                                                      | 중부선발                                               | 로렌 잭슨 (삼성생명)                                   | 정미란 (금호생명)                                      | -                                                      | -                                                      |
| 2006    | 2006년 세계여자농구선수권 대회 일정 차질로 인해 미개최 | 2006년 세계여자농구선수권 대회 일정 차질로 인해 미개최 | 2006년 세계여자농구선수권 대회 일정 차질로 인해 미개최 | 2006년 세계여자농구선수권 대회 일정 차질로 인해 미개최 | 2006년 세계여자농구선수권 대회 일정 차질로 인해 미개최 | 2006년 세계여자농구선수권 대회 일정 차질로 인해 미개최 | 2006년 세계여자농구선수권 대회 일정 차질로 인해 미개최 | 2006년 세계여자농구선수권 대회 일정 차질로 인해 미개최 | 2006년 세계여자농구선수권 대회 일정 차질로 인해 미개최 | 2006년 세계여자농구선수권 대회 일정 차질로 인해 미개최 | 2006년 세계여자농구선수권 대회 일정 차질로 인해 미개최 |
| 2005    | 05.08.19                                               | 서울특별시* 장충체육관 (4)                             | 남부선발                                               | 110-111                                                | 중부선발                                               | 전주원 (삼성생명)                                      | 중부선발                                               | 박정은 (삼성생명)                                      | 한채진 (신한은행)                                      | -                                                      | -                                                      |
| 2004    | 04.03.05                                               | 서울특별시* 장충체육관 (3)                             | 중부선발                                               | 105-123                                                | 남부선발                                               | -                                                      | 이미선 (삼성생명)                                      | 김영옥 (현대)                                          | 이언주 (신세계)                                        | -                                                      | -                                                      |
| 2004    | 04.03.05                                               | 서울특별시* 장충체육관 (3)                             | 중부선발                                               | 105-123                                                | 남부선발                                               | -                                                      | 남부선발                                               | 김영옥 (현대)                                          | 이언주 (신세계)                                        | -                                                      | -                                                      |
| 2003    | 03.02.09                                               | 서울특별시* 장충체육관 (2)                             | 남부선발                                               | 112-120                                                | 중부선발                                               | -                                                      | 김영옥 (현대)                                          | 타미카 캐칭스 (우리은행)                               | 이언주 (신세계)                                        | -                                                      | -                                                      |
| 2002    | 02.02.01                                               | 서울특별시* 장충체육관                                 | 중부선발                                               | 95-92                                                  | 남부선발                                               | -                                                      | -                                                      | 이미선 (삼성생명)                                      | 양정옥 (신세계)                                        | -                                                      | -                                                      |

### 비고
- *는 해당 시즌에 WKBL 연고지가 아닌 도시를 가리킨다.
- **는 해당 시즌 WKBL 연고지가 아니지만, 중립 경기가 열린 지역을 가리킨다.

### ※ 3점슛 콘테스트
| ^        | 현역 WKBL 선수를 나타낸다                        |
| 선수 (X) | 해당 대회까지 선수가 우승한 횟수를 나타낸다      |
| 팀 (X)   | 해당 대회까지 소속 선수가 우승한 횟수를 나타낸다 |

| 구분    | 선수        | 팀                         | 결선 점수 / 최고 |
| ------- | ----------- | -------------------------- | ---------------- |
| 2022-23 | 강이슬^ (3) | 청주 KB스타즈              | 19 / 30          |
| 2019-20 | 강이슬^ (2) | 부천 KEB하나은행 (5)       | 18 / 30          |
| 2018-19 | 강이슬^     | 부천 KEB하나은행 (4)       | 15 / 30          |
| 2017-18 | 박혜진^ (3) | 아산 우리은행 위비 (4)     | 21 / 30          |
| 2016-17 | 이경은^     | 구리 KDB생명 위너스 (2)    | 18 / 30          |
| 2015-16 | 박하나 (2)  | 용인 삼성생명 블루밍스 (4) | 17 / 30          |
| 2014-15 | 박하나      | 용인 삼성생명 블루밍스 (3) | 15 / 30          |
| 2013-14 | 박혜진^ (2) | 춘천 우리은행 한새 (3)     | 17 / 30          |
| 2012-13 | 박혜진^     | 춘천 우리은행 한새 (2)     | 23 / 30          |
| 2011-12 | 이연화      | 안산 신한은행 에스버드 (2) | 18 / 30          |
| 2010-11 | 박정은 (2)  | 용인 삼성생명 비추미 (2)   | 24 / 30          |
| 2009-10 | 박정은      | 용인 삼성생명 비추미       |                  |
| 2008-09 | 김선혜      | 춘천 우리은행 한새         |                  |
| 2007    | 정미란      | 구리 금호생명 팰컨스       |                  |
| 2005    | 한채진^     | 안산 신한은행 에스버드     | 28 / 1분         |
| 2004    | 이언주 (2)  | 광주 신세계 쿨캣 (3)       |                  |
| 2003    | 이언주      | 광주 신세계 쿨캣 (2)       |                  |
| 2002    | 양정옥      | 광주 신세계 쿨캣           |                  |

## 연도별 팬투표 최다 득표 선수
| 연도      | 이름   | 소속     | 득표수 | 비고                        |
| --------- | ------ | -------- | ------ | --------------------------- |
| 2021-2022 | 김단비 | 신한은행 | 18,947 |                             |
| 2020-2021 | 김단비 | 신한은행 | 12,596 |                             |
| 2019-2020 | 김단비 | 신한은행 | 12,756 |                             |
| 2018-2019 | 김단비 | 신한은행 | 8,070  |                             |
| 2017-2018 | 김단비 | 신한은행 | 4,073  |                             |
| 2016-2017 | 김단비 | 신한은행 | 4,303  |                             |
| 2015-2016 | 최윤아 | 신한은행 | 34,326 | 역대 팬투표 최다 득표수 1위 |
| 2014-2015 | 변연하 | KB스타즈 | 32,914 | 역대 팬투표 최다 득표수 2위 |
| 2013-2014 | 김단비 | 신한은행 | 31,502 |                             |
| 2012-2013 | 이경은 | KDB생명  | 24,630 |                             |
| 2011-2012 | 변연하 | KB스타즈 | 20,114 |                             |
| 2010-2011 | 이경은 | KDB생명  | 8,046  |                             |
| 2009-2010 | 김은혜 | 우리은행 | 32,515 | 역대 팬투표 최다 득표수 3위 |
| 2008-2009 | 김은혜 | 우리은행 | 5,806  |                             |
| 2007-2008 | 정은순 | 삼성생명 | 6,159  |                             |
| 2007 겨울 | 박정은 | 삼성생명 | 7,007  |                             |
| 2005      | 전주원 | 신한은행 | 3,521  |                             |
| 2004      | 박정은 | 삼성생명 | -      |                             |
| 2003      | 박정은 | 삼성생명 | -      |                             |
| 2002      | 김영옥 | 현대     | -      |                             |

## 역대 팬투표 1위 최다 선수 순위
| 순위 | 이름   | 소속     | 횟수 | 비고 |
| ---- | ------ | -------- | ---- | ---- |
| 1    | 김단비 | 신한은행 | 7회  | 현역 |
| 2    | 박정은 | 삼성생명 | 3회  | 은퇴 |
| 3    | 변연하 | KB스타즈 | 2회  | 은퇴 |
| 3    | 이경은 | 신한은행 | 2회  | 현역 |
| 5    | 김영옥 | KB스타즈 | 1회  | 은퇴 |
| 5    | 전주원 | 신한은행 | 1회  | 은퇴 |
| 5    | 정은순 | 삼성생명 | 1회  | 은퇴 |
| 5    | 김은혜 | 우리은행 | 1회  | 은퇴 |
| 5    | 이미선 | 삼성생명 | 1회  | 은퇴 |
| 5    | 김한별 | 삼성생명 | 1회  | 현역 |
| 5    | 최윤아 | 신한은행 | 1회  | 은퇴 |

## 역대 최다 출전 선수 순위
| 순위 | 이름   | 소속     | 횟수 | 비고 |
| ---- | ------ | -------- | ---- | ---- |
| 1    | 김단비 | 신한은행 | 12회 | 현역 |
| 1    | 강아정 | KB스타즈 | 12회 | 현역 |
| 3    | 박정은 | 삼성생명 | 11회 | 은퇴 |
| 3    | 변연하 | KB스타즈 | 11회 | 은퇴 |
| 3    | 한채진 | 신한은행 | 11회 | 현역 |
| 6    | 신정자 | 신한은행 | 10회 | 은퇴 |
| 6    | 이경은 | 신한은행 | 10회 | 현역 |

## 역대 MVP 최다 수상 선수 순위
| 순위 | 이름   | 소속     | 횟수 | 비고        |
| ---- | ------ | -------- | ---- | ----------- |
| 1    | 커리   | KB스타즈 | 3회  | 외국인 선수 |
| 2    | 강아정 | KB스타즈 | 2회  | 현역        |
| 2    | 박정은 | 삼성생명 | 2회  | 은퇴        |
| 2    | 김정은 | 우리은행 | 2회  | 현역        |
| 2    | 김영옥 | KB스타즈 | 2회  | 은퇴        |
| 6    | 이미선 | 삼성생명 | 1회  | 은퇴        |
| 6    | 캐칭   | 우리은행 | 1회  | 외국인 선수 |
| 6    | 잭슨   | 삼성생명 | 1회  | 외국인 선수 |
| 6    | 정은순 | 삼성생명 | 1회  | 은퇴        |
| 6    | 구슬   | BNK 썸   | 1회  | 현역        |
| 6    | 강이슬 | 하나원큐 | 1회  | 현역        |
| 6    | 박지수 | KB스타즈 | 1회  | 현역        |

## ※ 역대 대회 부문별 수상자 상금
| 구분    | MVP                    | MVP        | 득점상                    | 득점상     | 3점슛상              | 3점슛상    | 베스트 퍼포먼스상 | 베스트 퍼포먼스상 |
| 구분    | 수상자                 | 상금       | 수상자                    | 상금       | 수상자               | 상금       | 수상자            | 상금              |
| ------- | ---------------------- | ---------- | ------------------------- | ---------- | -------------------- | ---------- | ----------------- | ----------------- |
| 2019-20 | 박지수 (KB스타즈)      | \3,000,000 | 르샨다 그레이 (우리은행), | \2,000,000 | 강이슬 (KEB하나은행) | \1,000,000 | 박지현 (우리은행) | \1,000,000        |
| 2018-19 | 강이슬 (KEB하나은행)   | \3,000,000 | 강이슬 (KEB하나은행)      | \2,000,000 | 강이슬 (KEB하나은행) | \1,000,000 | 박지수 (KB스타즈) | \1,000,000        |
| 2017-18 | 구슬 (KDB생명)         | \2,000,000 | -                         | -          | 박혜진 (우리은행)    | \1,000,000 | -                 | -                 |
| 2017-18 | 모니크 커리 (KB스타즈) | \2,000,000 | -                         | -          | 박혜진 (우리은행)    | \1,000,000 | -                 | -                 |
| 2016-17 | 강아정 (KB스타즈)      | \2,000,000 | -                         | -          | 이경은 (KDB생명)     | \1,000,000 | -                 | -                 |
| 2015-16 | 모니크 커리 (신한은행) | \2,000,000 | -                         | -          | 박하나 (삼성생명)    | \1,000,000 | -                 | -                 |
| 2014-15 | 강아정 (KB국민은행)    | \2,000,000 | -                         | -          | 박하나 (삼성생명)    | \1,000,000 | -                 | -                 |